# Autoimmunitet
Autoimmunitet är immunförsvarets skadliga angrepp med autoantikroppar på kroppens egen vävnad, vilket kan yttra sig i sjukdomar eller bortstötning av organ vid transplantation. Alla människor har en viss grad av autoimmunitet, men när den blir för hög blir den skadlig.
Autoimmuniteten verkar både ha ärftliga och miljömässiga orsaker, dvs att personen har en medfödd benägenhet att reagera autoimmunt men det krävs som regel vissa yttre faktorer för att det ska inträffa. Detta kallas stress - sårbarhetsmodellen.

## Autoimmunitetens början
Immunförsvaret hos människan består i att kroppen producerar T- och B-celler, av vilka B-cellen bildar antikroppar mot det främmande ämnet (bakterie, virus, etc). Vid autoimmunitet bildas antikroppar mot den egna kroppen, autoantikroppar, antingen mot något organ eller körtlar eller mot kroppens strukturer eller system (till exempel i endokrina systemet eller mag- och tarmkanalen). Vid systemisk autoimmunitet kan det till exempel ha bildats autoantikroppar mot akutfasproteiner som ceruloplasmin.
De flesta människor har en låg autoimmunitet, vilket verkar främja hälsan och vilken är benign. För hög autoimmunitet är dock patogent och orsakar sjukdomar. Med upp till 50% förklaras autoimmunitetens uppkomst med "okänd utlösande faktor", dock har en mycket stor andel patienter (ca 80%) rapporterat känslomässiga stressorer före insjuknandet, och psykisk stress antas spela en stor roll för etiologin.
Autoimmunitet har en ärftlig faktor, och i samma familj förekommer ofta samma eller andra autoimmuna sjukdomar. Den som har en autoimmun sjukdom utvecklar ofta flera.  Autoimmuna sjukdomar är ofta associerade till ett komplex i immunförsvaret kallat HLA. Troligen finns också ett samband med långvarigt förhöjda prolaktinnivåer. och ofta sammanfaller autoimmunitet med en höjning i nivåerna av nervtillväxtfaktor. För vissa autoimmuna sjukdomar finns också en korrelation mellan prolaktinnivåerna och sjukdomens intensitet. Prolaktinets betydelse för autoimmunitet ses från två håll. Dels ökar autoimmuniteten till följd av hyperprolaktinemi som beror på annan sjukdom, dels uppträder många autoimmuna sjukdomar tillsammans med förhöjda prolaktinnivåer, till exempel SLE, psoriasis, ledgångsreumatism, MS, Sjögrens syndrom, Reiters syndrom och sklerodermi,

## Autoimmuna sjukdomar
Det finns inget absolut sätt att bedöma om en sjukdom är autoimmun eller inte, men det finns flera markörer som sammantagna kan tas för belägg. Dit hör förekomst av autoimmunitet i familjen, att patienten har flera autoimmuna sjukdomar, höga serumvärden av autoantikroppar, att patienten reagerar på läkemedel för autoimmunitet, med mera.
Autoimmuna sjukdomar kan drabba flera kroppsliga organ och funktioner.  Till autoimmuna sjukdomar hör celiaki, Alopecia areata, Guillain-Barrés syndrom, myasthenia gravis, multipel skleros, reumatoid artrit, Typ 1-diabetes, giftstruma, systemisk lupus erythematosus, vitiligo, hypotyreos, hypertyreos, primär ovariell insufficiens  och flera andra.
De autoimmuna sjukdomarna indelas i lokala och systematiska sjukdomar. De lokala autoimmuna sjukdomarna drabbar ett specifikt organ, såsom huden (vitiligo), sköldkörteln (Graves sjukdom), och så vidare. De systematiska autoimmuna sjukdomarna beror på antikroppar som inte är vävnadsspecifika, och innefattar SLE och ledgångsreumatism. 
De autoimmuna sjukdomarna behandlas av läkare som är specialiserade på det organ eller den kroppsfunktion som drabbats. Medicin för behandlingen är ofta immunosupressiv och antiinflammatorisk.